# دامینیک پرسل
دومینیک هاکن میرتودت پرسل (انگلیسی: Dominic Haakon Myrtvedt Purcell; زادهٔ ۱۷ فوریهٔ ۱۹۷۰) بازیگر استرالیایی زادهٔ بریتانیا است. پرسل در پی ایفای نقش لینکلن باروز در مجموعهٔ فرار از زندان (۲۰۰۵–۲۰۰۹؛ ۲۰۱۷) و همچنین مجموعه‌های فلش (۲۰۱۴–۲۰۱۶)، افسانه‌های فردا (۲۰۱۶–۲۰۲۱) و فیلم‌های تیغه: سه‌گانگی (۲۰۰۴) و سه‌راه (۲۰۰۴) شناخته شد.

## زندگی
او در منطقه برکن‌هد مرزیساید انگلستان، از پدری نروژی و مادری ایرلندی زاده شد و در دوران کودکی خانواده اش به سیدنی استرالیا مهاجرت کردند.
در سال ۲۰۰۰ برندهٔ لاتاری شد و توانست با اخذ گرین‌کارت به همراه همسرش «ربکا ویلیامسون» (که بعدها از هم جدا شدند) و چهار فرزندش (جوزف متولد ۱۹۹۹، آدری متولد ۲۰۰۱، و لیلی و آگستوس دوقلو متولد ۲۰۰۳) در لس‌آنجلس کالیفرنیا ساکن شود. تاریخ تولد هر چهار فرزندش بر روی ساعد دست چپ‌اش تتو شده است.
پرسل در سال ۱۹۹۸ با ربکا ویلیامسون ازدواج کرد و در سال ۲۰۰۸ از هم جدا شدند. این دو صاحب چهار فرزند شدند. پرسل در نوامبر ۲۰۲۲ با تیش سایرس که مادر مایلی سایرس است، آشنا شد. این زوج در آوریل ۲۰۲۳ نامزدی خود را از طریق پستی در اینستاگرام اعلام کردند. آن‌ها در اوت ۲۰۲۳ در ملیبو، کالیفرنیا ازدواج کردند.
او کریسمس ۲۰۰۶ و ۲۰۰۷ را در منزل مادرش در «لاوت ویلیجِ ایرلند» چنان‌که توجه شایان ملاحظه‌ای را در مطبوعات محلی به خود جلب کرده بود، گذراند. در زمان اقامتش در ۲۰۰۸، در برنامهٔ زندهٔ تلویزیونی (Tubridy Tonight) حضور پیدا کرد. در ۲۹ دسامبر ۲۰۰۷ هنگامی که به همراه برادرش «دامِن» برای موج‌سواری به ساحل اقیانوس اطلس در ایرلند می‌رفت، به خانم و کودکی که در حال خفگی بود، برخورد. آنها توانستند با اجرای عملیات CPR (بازجانبخشی قلب و ریه) قبل از رسیدن تیم پزشکی، جان کودک را نجات دهند.

## فیلم‌شناسی
- ۱۹۹۱: خانه و دوری، (افسر راجرز)، (سریال تلویزیونی).
- ۱۹۹۸: موبی دیک، (سریال تلویزیونی).
- ۱۹۹۹: صیاد خاموش (Silent Predator)، (تله فیلم).
- ۱۹۹۹: دختر اول (First Daughter)، (تله فیلم).
- ۲۰۰۰: مأموریت غیرممکن ۲، (فیلم سینمایی).
- ۲۰۰۱: شکست‌ناپذیر، (تله فیلم).
- ۲۰۰۱: دنیای گمشده (The Lost World)، (سریال تلویزیونی).
- ۲۰۰۲: جان دو (John Doe)، (سریال تلویزیونی).
- ۲۰۰۳: مهمانان، (فیلم سینمایی).
- ۲۰۰۴: Blade: Trinity (فیلم سینمایی).
- ۲۰۰۴: سه‌راه (فیلم سینمایی).
- ۲۰۰۴: خانه (House)، (سریال تلویزیونی).
- ۲۰۰۵: ساحل شمالی (North Shore)، (سریال تلویزیونی).
- ۲۰۱۹–۲۰۰۵: فرار از زندان، (سریال تلویزیونی).
- ۲۰۰۷: دوران کهن، (فیلم سینمایی).
- ۲۰۰۹: مرداب (Creek)، (فیلم سینمایی).
- ۲۰۰۹: فرار نهایی (The Final Break)، (فیلم سینمایی).
- ۲۰۱۱: قاتل ویژه، (فیلم سینمایی).
- ۲۰۱۱: فراری (Escapee)، (فیلم سینمایی).
- ۲۰۱۱: قلمرو پادشاه (فیلم سینمایی).
- ۲۰۱۱: سگ‌های پوشالی (فیلم سینمایی).
- ۲۰۱۳: حمله به وال استریت (فیلم سینمایی)
- ۲۰۱۳: شکستن (فیلم سینمایی)
- ۲۰۱۴: مردی با کیف (فیلم سینمایی).
- ۲۰۱۴: هدف آسان (فیلم سینمایی).
- ۲۰۱۴: فلش در نقش میک روری (سریال تلویزیونی).
- ۲۰۱۵: تنگنا (فیلم سینمایی)
- ۲۰۱۶: افسانه‌های فردا در نقش میک روری (سریال تلویزیونی).